# (10011) Avidzba
(10011) Avidzba (1978 QY1) – planetoida z grupy pasa głównego asteroid okrążająca Słońce w ciągu 3,83 lat w średniej odległości 2,45 j.a. Odkryta 31 sierpnia 1978 roku.